# Dorfgebärdensprache
Eine Dorfgebärdensprache (englisch village sign language, village sign oder shared sign language) ist eine lokale einheimische Gebärdensprache, die sowohl von Gehörlosen als auch von Hörenden in einem Gebiet mit einer hohen Inzidenz angeborener Gehörlosigkeit verwendet wird. Irit Meir et al. definieren eine Dorfgebärdensprache als eine Sprache, die „in einer bestehenden, relativ abgeschotteten Gemeinschaft entsteht, in die eine Anzahl gehörloser Kinder hineingeboren werden“. Der Begriff ländliche Gebärdensprache (englisch rural sign language) bezieht sich fast auf dasselbe Konzept. In vielen Fällen ist die Gebärdensprache in der gesamten Gemeinschaft einem großen Teil der hörenden Bevölkerung bekannt. Diese Sprachen enthalten im Allgemeinen Gebärden, die von Gesten der hörenden Bevölkerung abgeleitet sind, sodass benachbarte Dorfgebärdensprachen lexikalisch ähnlich sein können, ohne tatsächlich verwandt zu sein, aufgrund lokaler Ähnlichkeiten in kulturellen Gesten, die den Gebärdensprachen vorausgingen. Die meisten Dorfgebärdensprachen sind durch die Verbreitung der formalen Bildung für Gehörlose gefährdet, die Stadtgebärdensprachen verwenden oder hervorbringen, wie etwa eine nationale oder ausländische Gebärdensprache.
Wenn eine Sprache nicht im gesamten Dorf oder in der gesamten hörenden Gemeinschaft gesprochen wird, sondern nur von einigen Familien und ihren Freunden verwendet wird, kann sie als Familiengebärdensprache (englisch family sign language) bezeichnet werden. In solchen Fällen sind die meisten hörenden Gebärdensprachler möglicherweise Muttersprachler dieser Sprache, wenn sie einer dieser Familien angehören, oder sie haben sie in jungen Jahren erlernt.

## Eigenschaften
Die Art der Gebärdensprache in den Dörfern hängt von der Art der Gehörlosigkeit in der Gemeinde ab. In Fällen, in denen Gehörlosigkeit genetisch rezessiv ist, haben gehörlose Kinder möglicherweise keine gehörlosen unmittelbaren Familienangehörigen, sondern entferntere gehörlose Verwandte. In vielen Familien mit überwiegend hörenden Menschen gibt es gehörlose Mitglieder, sodass viele Hörende gebärden (wenn auch nicht immer gut). In Desa Kolok auf Bali beispielsweise gebärden zwei Drittel der Dorfbewohner, obwohl nur 2 % gehörlos sind. In Adamorobe in Ghana gibt es zehnmal so viele hörende Gebärdensprachler wie Gehörlose. Dies bedeutet, dass außerhalb ihrer Familien im Allgemeinen eine gute Kommunikation zwischen Gehörlosen und Hörenden stattfindet und es daher viele Mischehen zwischen Gehörlosen und Hörenden gibt. In extremen Fällen, wie auf der kolumbianischen Insel Providencia, führen Gehörlose fast alle Gespräche mit Hörenden. Zwischen den Gehörlosen selbst gibt es kaum direkte Kommunikation und daher kaum Möglichkeiten, die Sprache zu entwickeln. Vielleicht ist das eine Folge davon, dass das Providencia Sign eher simpel ist, da die Hörenden mit den Gehörlosen sprechen, als wären sie dumm, und dass die Gehörlosen nicht gut in die Gemeinschaft integriert sind. In den meisten dokumentierten Fällen von Dorfgebärden scheint eine rezessive Taubheit am Werk zu sein.

### Familiengebärdensprachen
Wo die Taubheit hingegen genetisch dominant ist, ist sie weitgehend auf bestimmte Familien beschränkt, wie z. B. bei der Familie Mardin in der Türkei und der Familie, in der die Central Taurus Sign Language in der Türkei entstand. Gehörlose haben oft gehörlose Kinder und geben die Sprache so direkt weiter. Bei viel direktem Kontakt zwischen gehörlosen Gebärdensprachlern sind die Sprachen meist gut entwickelt. Da es weniger Hörende mit gehörlosen Verwandten gibt, gibt es auch generell weniger Hörende, die gebärden, und weniger Heiraten zwischen Menschen; Familien haben oft ihren eigenen Wortschatz (und vielleicht auch ihre eigene Sprache), wie auf dem Amami Oshima in Japan. Es gibt jedoch Ausnahmen: In Ban Khor in Thailand ist die Taubheit dominant und auf eine Großfamilie beschränkt, aber innerhalb des Dorfes leben die Menschen verschiedener Familien vermischt, sodass fast alle Hörenden gehörlose Nachbarn haben, sodass die Gebärden auch unter ausschließlich hörenden Familien bekannt sind.
Die Dorfgebärdensprache steht im Gegensatz zur Stadtgebärdensprache, die dort entsteht, wo sich Gehörlose zusammenschließen, um eigene Gemeinschaften zu bilden. Dazu gehören die Schulgebärdensprache (englisch school sign), wie die Idioma de Signos Nicaragüense (Nicaraguanische Gebärdensprache), die Penang Sign Language und die verschiedenen tansanischen und sri-lankischen Gebärdensprachen, die sich in der Schülerschaft von Gehörlosenschulen entwickeln, in denen Gebärden nicht als Unterrichtssprache verwendet werden, sowie Gemeinschaftssprachen wie die Bamako Sign Language (Mali), die Hausa Sign Language (Nigeria), die Saigon-, Haiphong- und Hanoi-Gebärdensprachen (Vietnam) sowie die Bangkok- und Chiangmai-Gebärdensprachen (Thailand), die dort entstehen, wo sich in der Regel ungebildete Gehörlose auf der Suche nach einer Arbeit in städtischen Zentren versammeln. Die Gebärdensprachen der Gehörlosengemeinschaft sind der hörenden Bevölkerung im Allgemeinen nicht geläufig.
Es scheint grammatische Unterschiede zwischen Dorfsprachen und Sprachen von Gehörlosengemeinschaften zu geben, die möglicherweise parallel zur Entstehung und Entwicklung der Grammatik während der Kreolisierung verlaufen. Der Gebärdenraum  ist in der Regel groß. Nur wenige Dorfgebärdensprachen verwenden den Gebärdenraum für abstrakte metaphorische oder grammatische Funktionen, z. B. beschränken sie ihn auf konkrete Referenzen, wie das Zeigen auf Orte oder wo die Sonne zu einer bestimmten Zeit am Himmel steht. Es wird angenommen, dass solche Unterschiede zumindest teilweise auf den soziolinguistischen Rahmen der Sprachen zurückzuführen sind. Im Fall der Dorfgebärden sind die Sprecher kulturell homogen. Sie teilen einen gemeinsamen sozialen Kontext, eine gemeinsame Geschichte und Erfahrungen und kennen sich persönlich. Dies ermöglicht ihnen möglicherweise, zu kommunizieren, ohne so explizit zu sein, wie es für eine größere, weniger vertraute Gesellschaft erforderlich wäre. Infolgedessen entwickeln sich grammatische und andere sprachliche Strukturen möglicherweise relativ langsam. Es gibt jedoch Ausnahmen. Die Kailge Sign Language verwendet Berichten zufolge sowohl konkrete als auch metaphorische Hinweise und verwendet den Gebärdenraum grammatisch für verbale Übereinstimmung.
Weil, zumindest in Fällen genetisch rezessiver Taubheit, Dorfgebärdensprachen von einer großen Zahl hörender Menschen verwendet werden, die auch Lautsprachen verwenden, können die Strukturen der Dorfgebärden stark von der Struktur der Lautsprachen beeinflusst sein. Die Adamorobe-Gebärdensprache in Ghana beispielsweise hat serielle Verben, eine linguistische Konstruktion, die auch in der Sprache zu finden ist, die von den hörenden Menschen der Gemeinschaft gesprochen wird, der Sprache der Twi.
Den Gebärdensprachen der Gehörlosen stehen sprachtabuisierte Sprachen gegenüber, wie etwa die verschiedenen Gebärdensprachen der Aborigines. Diese wurden von der hörenden Gemeinschaft als Hilfssprachen (Plansprachen, englisch auxialary languages) entwickelt und von den Gehörlosen nur sekundär verwendet, wenn sie (im Gegensatz zur Hausgebärde) überhaupt von den Gehörlosen verwendet werden. Zudem sind sie (zumindest ursprünglich) keine eigenständigen Sprachen.

## Sprachen
Dorfgebärdensprachen sind im Laufe der Geschichte mit der Verlagerung von Gemeinden entstanden und wieder verschwunden. Viele sind unbekannt oder unbeschrieben. Belegte Beispiele sind:
- Adamorobe-Gebärdensprache, Nanabin Sign Language (Ghana)
- Alipur Sign Language, Naga Sign Language (Indien)
- Al-Sayyid-Beduinen-Gebärdensprache (Israel)
- Amami Island Sign Language (Japan; möglicherweise mehrere Sprachen)
- Ban Khor Sign Language, Huay Hai Sign Language, Na Sai Sign Language (Thailand, möglicherweise eine einzige Sprache)
- Bay Islands Sign Language
- Bouakako Sign Language (LaSiBo, Elfenbeinküste)
- möglicherweise Bribri Sign Language, Brunca Sign Language (Costa Rica)
- Bura Sign Language (Nigeria)
- Central Taurus Sign Language (Türkei)
- Chatino Sign Language (Mexiko)
- Ghardaia Sign Language (Algerien → Israel)
- Henniker Sign Language, Sandy River Valley Sign Language (USA)
- Inuit Sign Language (Kanada)
- Jumla Sign Language, Jhankot Sign Language, Ghandruk Sign Language (Nepal)
- Ka'apor Sign Language (Brasilien)
- Kafr Qasem Sign Language (Israel)
- Kailge Sign Language (Papua-Neuguinea, möglicherweise verwandt mit Sinasina Sign Language (SSSL))[6]
- Kata Kolok (Bali, Indonesien)
- Mardin Sign Language (Türkei)
- Maritime Sign Language (Kanada, Teil der Britischen Gebärdensprachen)
- Martha's Vineyard Sign Language (USA)
- Maunabudhuk–Bodhe Sign Language (Nepal)
- Mayan Sign Language (Mexiko, Guatemala)
- Old Kentish Sign Language (England)
- Providence Island Sign Language (Kolumbien)
- Sinasina Sign Language (Papua-Neuguinea)[7]
- Tebul Sign Language (Mali)
- Terena Sign Language (Brasilien)

Die Rennellese Sign Language der Salomonen waren Hausgebärden. Es ist nicht klar, ob die berichtete Marajo Sign Language in Brasilien eine zusammenhängende Sprache ist oder Hausgebärden in verschiedenen Familien sind. Ähnliches gilt für die Maxakali Sign Language, ebenfalls in Brasilien, die zumindest sehr jung ist. In der Mehek Sign Language (Papua-Neuguinea), sind die Gebärden sehr variabel, was allenfalls auf eine sich entwickelnde zusammenhängende Dorfsprache mit vielen Hausgebärden schließen lässt.

## Weiterführende Literatur
- Friedman, Joshua J., "Village Sign Languages, Vanishing Fast: Researchers discover the unusual cultures that brought deaf and hearing together," The Boston Globe, Ideas section, July 27, 2013.
- Ulrike Zeshan. "The ethics of documenting sign languages in village communities." (2007): Proceedings of Conference on Language Documentation and Linguistic Theory, ed. by Peter K. Austin, Oliverbond, and David Nathan, pp. 269–179.
- Zeshan, Ulrike and Connie de Vos, eds. (2012). Sign Languages in Village Communities: Anthropological and Linguistic Insights (Series Title: Sign Language Typology 4). Berlin: De Gruyter Mouton.